# Villa Aberastain
Villa Aberastain är en kommunhuvudort i Argentina.   Den ligger i provinsen San Juan, i den centrala delen av landet, 1 000 km väster om huvudstaden Buenos Aires. Villa Aberastain ligger 619 meter över havet och antalet invånare är 8 946.
Terrängen runt Villa Aberastain är varierad. Runt Villa Aberastain är det ganska tätbefolkat, med 86 invånare per kvadratkilometer.. Närmaste större samhälle är San Juan, 13,3 km norr om Villa Aberastain.
Runt Villa Aberastain är det i huvudsak tätbebyggt.